# Битва при Туюті
Битва при Туюті — битва, що відбулась в результаті атаки парагвайської армії на війська союзників (Бразилії, Аргентини і Уругвая) після їх вторгнення на парагвайську територію протягом Війни Потрійного Альянсу. Перемога союзників у цій битві сильно погіршила положення Парагвая, вже не найкраще після проваленого наступу та втрати флоту в Битві при Ріачуело.
На початку травня 1866 року парагвайська армія зазнала невдачі при наступі на болотах Естеро Беяко. Оскільки союзники отаборилися на два тижні, збираючи сили для продовження просування углиб Парагваю, парагвайський диктатор Франсиско Солано Лопес віддав наказ провести нову несподівану атаку на заболочених саванах біля Туюті .
Парагвайці напали трьома колонами, і скоро битва перетворилася на серію атак і контратак. Парагвайські колони продовжували нападати, але так і не зуміли подолати сильну перевагу союзників у вогняній силі .
Битва при Туюті була останнім великим нападом парагвайців. Це була руйнівна поразка парагвайської армії: втрати склали 6 тис. чоловік вбитими, а з 6 тис. поранених переважна більшість померла згодом. Парагвай вже ніколи не зміг відновити свої збройні сили після цієї поразки.
Битва 24 травня 1866 року інколи називається Першою битвою при Туюті. Друга битва відбувалася 7 листопада 1867 року, вона вже не могла вирішити ходу бойових дій, проте обидві сторони зазнали в ній відносно великих втрат, близько 2 400 кожна .

## Виноски
1. 1 2  Williams (2000). The battle of Tuyuti: A swamp of blood.
2. ↑  Byron Farwell (2001). New York: WW Norton (ред.). The Encyclopedia of Nineteenth-Century Land Warfare: An Illustrated World View. с. 831.